# Peatling Parva
Pour les articles homonymes, voir Peatling et Parva (homonymie).
Peatling Parva est une paroisse civile et un village du Leicestershire, en Angleterre.